# アンジェロ・ドーキンス
アンジェロ・ドーキンス（Angelo Dawkins、1990年7月24日 - ）は、アメリカ合衆国のプロレスラー。
本名、ゲーリー・ゴードン（Gary Gordon）。オハイオ州シンシナティ出身。
WWEのSmackDownに所属。

## 来歴

### WWE

#### NXT
2012年10月、WWEとディベロップメント契約を交わし入団。傘下団体であるNXTにてアンジェロ・ドーキンス（Angelo Dawkins）のリングネームでロスター入り。12月20日、NXT Liveにてソーヤー・フルトンとのシングルマッチにてデビューした。
2013年6月19日、NXTにてサミ・ゼインと対戦するも敗戦した。
2014年4月24日、サングラスやリュックを身に着けた陽気な学生ギミックへと一新して登場。タイラー・ブリーズと対戦するが一方的に攻め込まれ最後にはブリーズのフィニッシャーであるビューティーショットを喰らい敗戦した。5月15日、コリン・キャサディと対戦するがこの試合も一方的な展開となりキャサディの新フィニッシャーであるエンパイア・エルボーを喰らい敗戦。アピールをする事ができなかった。11月、エリートアマチュアレスラーユニットであるシュート・ネイション（Shoot Nation）の一員として発表され、ギミックを変更する事になる。
ソーヤー・フルトンとのタッグでNXT Liveで活動するが2015年5月14日、シュート・ネイションは解散となった。
2016年12月16日、NXT Liveにてモンテス・フォードと組んでサニティー（エリック・ヤング & アレクサンダー・ウルフ with ニッキー・クロス）と対戦。終盤にニッキーより毒霧を浴びせられるとヤングより丸め込まれ敗戦。試合後にサニティーより追い打ちとなる襲撃を受けた。
2017年4月28日、NXT Liveにてモンテス・フォードとのタッグネームをストリート・プロフィッツ（The Street Profits）と名付ける。ティノ・サバテリ & リディック・モスと対戦。勝利した。
2018年10月28日、EVOLVE・EVOLVE 114にストリート・プロフィッツとして参戦。EVOLVEタッグ王座を保持するドゥーム・パトロール（クリス・デッィキンソン & ジャカ）に挑戦。最後にフォードがジャカにフロッグスプラッシュを決めて勝利。ベルトを奪取した。
2019年6月1日、Takeover: XXVで空位となっていたNXTタッグ王座を懸けたフェイタル4way形式のラダーマッチによる王座戦にフォードと組んで出場。終盤にウェスリー・ブレイクがラダー上でベルトを掴もうとしたところでフォードがトップロープからスプリングボード式のジャンプでラダーに飛び乗り、ブレイクをパンチで振り落としてベルトを奪取。王座を戴冠した。
2024年4月、レッスルマニア40ではボビー・ラシュリー、モンテス・フォードらと組みカリオン・クロス、エイカム、レイザー組と対戦し、勝利を収めている。

## 得意技
エルボー
ナックルパート
ボディーブロー
串刺しで連打の、ボディーブローも使用する。
クローズライン
ドロップキック
スパインバスター
相手を抱え込み、回転せずそのまま叩きつける。
ジャンピング・スプラッシュ
スピアー
身体を伸ばし、低い姿勢で相手に突進するのが特徴である。

## 獲得タイトル
WWE
- WWE・ロウ・タッグ王座

1回
w / モンテス・フォード
- WWE・スマックダウン・タッグ王座 : 1回

w / モンテス・フォード
- NXTタッグ王座 : 1回

w / モンテス・フォード
EVOLVE
- EVOLVEタッグ王座 : 1回

w / モンテス・フォード

## 入場曲
- Bleed Suckers
- Fierce Days